# Rafael González
Rafael González Córdova (né le 24 avril 1950 au Chili) est un joueur de football international chilien qui évoluait au poste de défenseur.

## Biographie

### Carrière en club
Rafael González joue principalement en faveur de Colo Colo, de l'Unión Española, et du San Marcos de Arica.
Il dispute un total de 546 matchs en première division chilienne, inscrivant 5 buts.
Il remporte au cours de sa carrière trois titres de champion du Chili, et atteint la finale de la Copa Libertadores en 1973, en étant battu par le CA Independiente.

### Carrière en sélection
Rafael González joue 24 matchs en équipe du Chili, sans inscrire de but, entre 1972 et 1976. 
Il figure dans le groupe des sélectionnés lors de la Coupe du monde de 1974, puis lors de la Copa América de 1975. Lors du mondial organisé en Allemagne, il ne joue aucun match.

## Palmarès
| Colo Colo \| - Championnat du Chili (2): - Champion : 1970 et 1972. - Vice-champion : 1973. - Coupe du Chili (1) : - Vainqueur : 1974. \| \| - Copa Libertadores : - Finaliste : 1973. \| |  | Unión Española - Championnat du Chili (1): - Champion : 1977. - Coupe du Chili : - Finaliste : 1977. |
| - Championnat du Chili (2): - Champion : 1970 et 1972. - Vice-champion : 1973. - Coupe du Chili (1) : - Vainqueur : 1974.                                                                 |  | - Copa Libertadores : - Finaliste : 1973.                                                            |